# Sargocentron punctatissimum
Sargocentron punctatissimum är en fiskart som först beskrevs av Georges Cuvier 1829.  Sargocentron punctatissimum ingår i släktet Sargocentron och familjen Holocentridae. Inga underarter finns listade i Catalogue of Life.